# Fleur de poison 4 : La Société secrète
Pour les articles homonymes, voir Poison Ivy.
Série
Fleur de poison 3 : La Dernière Séduction
(1997)
Pour plus de détails, voir Fiche technique et Distribution.
Fleur de poison 4 : La Société secrète (Poison Ivy: The Secret Society) est un film américain de 2008 réalisé par Jason Hreno et avec pour acteurs principaux Kurt Voss et Jaime Pressly. Il s'agit du dernier volet de la série des films Fleur de poison.

## Fiche technique
- Titre français : Fleur de poison 4 : La Société secrète
- Titre québécois : Fleur de poison 4 : La Société secrète
- Titre original : Poison Ivy: The Secret Society
- Réalisation : Jason Hreno
- Scénario : Liz Maverick, Peter Sullivan et Michael Worth
- Producteur : Lindsay McAdam
- Musique : Gregory Tripi et Kyle Kenneth Batter
- Langue : Anglais
- Photographie : Kamal Derkaoui
- Montage : Asim Nuraney
- Décors : Mina Javid
- Pays :  États-Unis
- Langue : anglais
- Format : couleur - 1,85 : 1 - Ultra Stereo
- Date de sortie en vidéo :
  - États-Unis : 27 juillet 2008

## Distribution
- Miriam McDonald : Danielle "Daisy" Brooks / Ivy
- Shawna Waldron : Azalea Berges
- Ryan Kennedy : Blake Graves
- Crystal Lowe : Isabel Turner
- Andrea Whitburn : Magenta Hart
- Greg Evigan : le professeur Andrew Graves
- Catherine Hicks : Dean Elisabeth Graves
- Brendan Penny : Will Mitchell